# Coryphagrion grandis
Coryphagrion grandis är en trollsländeart som beskrevs av Morton 1924. Coryphagrion grandis ingår i släktet Coryphagrion och familjen Pseudostigmatidae. IUCN kategoriserar arten globalt som sårbar. Inga underarter finns listade i Catalogue of Life.